# 1694 год
1694 (ты́сяча шестьсо́т девяно́сто четвёртый) год  по григорианскому календарю — невисокосный год, начинающийся в пятницу. Это 1694 год нашей эры, 4‑й год 10‑го десятилетия XVII века 2‑го тысячелетия, 5‑й год 1690‑х годов. Он закончился 331 год назад.
| Пн | Вт | Ср | Чт | Пт | Сб | Вс |
|    |    |    |    | 1  | 2  | 3  |
| 4  | 5  | 6  | 7  | 8  | 9  | 10 |
| 11 | 12 | 13 | 14 | 15 | 16 | 17 |
| 18 | 19 | 20 | 21 | 22 | 23 | 24 |
| 25 | 26 | 27 | 28 | 29 | 30 | 31 |

| Пн | Вт | Ср | Чт | Пт | Сб | Вс |
| 1  | 2  | 3  | 4  | 5  | 6  | 7  |
| 8  | 9  | 10 | 11 | 12 | 13 | 14 |
| 15 | 16 | 17 | 18 | 19 | 20 | 21 |
| 22 | 23 | 24 | 25 | 26 | 27 | 28 |

| Пн | Вт | Ср | Чт | Пт | Сб | Вс |
| 1  | 2  | 3  | 4  | 5  | 6  | 7  |
| 8  | 9  | 10 | 11 | 12 | 13 | 14 |
| 15 | 16 | 17 | 18 | 19 | 20 | 21 |
| 22 | 23 | 24 | 25 | 26 | 27 | 28 |
| 29 | 30 | 31 |    |    |    |    |

| Пн | Вт | Ср | Чт | Пт | Сб | Вс |
|    |    |    | 1  | 2  | 3  | 4  |
| 5  | 6  | 7  | 8  | 9  | 10 | 11 |
| 12 | 13 | 14 | 15 | 16 | 17 | 18 |
| 19 | 20 | 21 | 22 | 23 | 24 | 25 |
| 26 | 27 | 28 | 29 | 30 |    |    |

| Пн | Вт | Ср | Чт | Пт | Сб | Вс |
|    |    |    |    |    | 1  | 2  |
| 3  | 4  | 5  | 6  | 7  | 8  | 9  |
| 10 | 11 | 12 | 13 | 14 | 15 | 16 |
| 17 | 18 | 19 | 20 | 21 | 22 | 23 |
| 24 | 25 | 26 | 27 | 28 | 29 | 30 |
| 31 |    |    |    |    |    |    |

| Пн | Вт | Ср | Чт | Пт | Сб | Вс |
|    | 1  | 2  | 3  | 4  | 5  | 6  |
| 7  | 8  | 9  | 10 | 11 | 12 | 13 |
| 14 | 15 | 16 | 17 | 18 | 19 | 20 |
| 21 | 22 | 23 | 24 | 25 | 26 | 27 |
| 28 | 29 | 30 |    |    |    |    |

| Пн | Вт | Ср | Чт | Пт | Сб | Вс |
|    |    |    | 1  | 2  | 3  | 4  |
| 5  | 6  | 7  | 8  | 9  | 10 | 11 |
| 12 | 13 | 14 | 15 | 16 | 17 | 18 |
| 19 | 20 | 21 | 22 | 23 | 24 | 25 |
| 26 | 27 | 28 | 29 | 30 | 31 |    |

| Пн | Вт | Ср | Чт | Пт | Сб | Вс |
|    |    |    |    |    |    | 1  |
| 2  | 3  | 4  | 5  | 6  | 7  | 8  |
| 9  | 10 | 11 | 12 | 13 | 14 | 15 |
| 16 | 17 | 18 | 19 | 20 | 21 | 22 |
| 23 | 24 | 25 | 26 | 27 | 28 | 29 |
| 30 | 31 |    |    |    |    |    |

| Пн | Вт | Ср | Чт | Пт | Сб | Вс |
|    |    | 1  | 2  | 3  | 4  | 5  |
| 6  | 7  | 8  | 9  | 10 | 11 | 12 |
| 13 | 14 | 15 | 16 | 17 | 18 | 19 |
| 20 | 21 | 22 | 23 | 24 | 25 | 26 |
| 27 | 28 | 29 | 30 |    |    |    |

| Пн | Вт | Ср | Чт | Пт | Сб | Вс |
|    |    |    |    | 1  | 2  | 3  |
| 4  | 5  | 6  | 7  | 8  | 9  | 10 |
| 11 | 12 | 13 | 14 | 15 | 16 | 17 |
| 18 | 19 | 20 | 21 | 22 | 23 | 24 |
| 25 | 26 | 27 | 28 | 29 | 30 | 31 |

| Пн | Вт | Ср | Чт | Пт | Сб | Вс |
| 1  | 2  | 3  | 4  | 5  | 6  | 7  |
| 8  | 9  | 10 | 11 | 12 | 13 | 14 |
| 15 | 16 | 17 | 18 | 19 | 20 | 21 |
| 22 | 23 | 24 | 25 | 26 | 27 | 28 |
| 29 | 30 |    |    |    |    |    |

| Пн | Вт | Ср | Чт | Пт | Сб | Вс |
|    |    | 1  | 2  | 3  | 4  | 5  |
| 6  | 7  | 8  | 9  | 10 | 11 | 12 |
| 13 | 14 | 15 | 16 | 17 | 18 | 19 |
| 20 | 21 | 22 | 23 | 24 | 25 | 26 |
| 27 | 28 | 29 | 30 | 31 |    |    |

## События

### Европа
- 1683—1699 — Австро—турецкая война (часть Великой турецкой войны)[1].
- 1683—1699 — Польско—турецкая война (часть Великой турецкой войны)[2]
  - 11 июня — сражение при Годове[3].
  - 6 октября — битва под Устечком[4].
- 1684—1699 — Турецко-венецианская война (часть Великой турецкой войны)[5].
- 1686—1700 — Русско-турецкая война (часть Великой турецкой войны)[6].
- 1688—1697 — война Франции с Аугсбургской лигой[7]:
  - 27 мая — сражение при Торроэлье[8].
  - 18 июня — битва в Камаре[9].
  - Захват Аугсбургской лигой бельгийского Юи, позволяющий атаковать захваченный французами Намюр.
  - Основан Банк Англии с целью сбора средства на военные нужды (в частности, постройки флота после разгромного поражения в сражении при Бичи-Хед) в войне против Франции.
- 1689—1697 — Война короля Вильгельма. Боевые действия в Северной Америке, проходившие во время войны Аугсбургской лиги. Первый из франко-английских конфликтов в Северной Америке[10].
- 6 января — смерть венецианского дожа и адмирала Франческо Морозини.
- Весна — поход запорожских казаков на турецко-татарскую крепость Газы-Кермен (низовья Днепра), крепость была осаждена, посад сожжён, вылазка гарнизона отбита.

- Июль — введение фунта стерлингов, и закрепление его как официальной валюты Англии и Шотландии
- Сентябрь — захват венецианцами острова Хиос у побережья Малой Азии.
- Сентябрь — безуспешная осада австрийского Петроварадина османскими войсками;
- Венецианская армия заняла османские Требинье и Герцеговину, находящиеся к северу от Дубровницкой республики, отрезав тем самым республику от территории Османской империи.

- 6 октября — польские войска гетмана Яблоновского разбили крымского хана Селима I Герая под Устечком, в Подолии.
- Алессандро Скарлатти создаёт оперу «Пирр и Деметрий».

### Азия
- 1688—1697 — первая ойрато-маньчжурская война между ойратским Джунгарским ханством и маньчжурской империей Цин за контроль над территориями Халхи[11].
- Построена крепость Мунсусан в корейском городе Кимпхо.

## Русское государство
Царствование: 1682—1696 — Иван V и 1682—1725 — Пётр I
- После смерти своей матери царицы Н.К. Нарышкиной (ум. 4 февраля), Пётр I окончательно оставил свою первую жену царицу Евдокию Фёдоровну Лопухину, которая вместе с сыном царевичем Алексеем Петровичем (род. 1690) жила во дворце в Московском Кремле[12].
- Русское посольство в Казахское ханство к хану Тауке[13].
- 27 сентября (7 октября)—17 (27 октября) — Кожуховский поход — манёвры потешных войск Петра I близ Москвы[14].
- Местничество: Беклемишев Иван Михайлович, Беклемишев Василий Михайлович против Львов Алексей Иванович, Львов Василий Иванович (последнее известное местническое дело)[15].

### Руководители приказов
| Года      | Приказ             | Ф,И,О главы                       | Примечания |
| --------- | ------------------ | --------------------------------- | ---------- |
| 1689-1701 | Стрелецкий приказ  | Троекуров Иван Борисович          |            |
| 1689-1699 | Посольский приказ  | Украинцев Емельян Игнатьевич      |            |
| 1689-1697 | Аптекарский приказ | Одоевский Яков Никитич            | Боярин     |
| 1689-1697 | Поместный приказ   | Шереметев Пётр Васильевич Меньшой | Боярин     |

#### Воеводы[20]
| Года      | Город     | Ф,И,О воеводы              | Примечания |
| --------- | --------- | -------------------------- | ---------- |
| 1692-1694 | Арзамас   | Сытин Лука Евстафьевич     |            |
| 1694-1695 | Арзамас   | Засецкой Емельян Матвеевич |            |
| 1692-1694 | Астрахань | Хованский Пётр Иванович    |            |
| 1693-1696 | Берёзов   | Талызин Лукьян Иванович    |            |
| 1698-1697 | Белгород  | Шереметев Борис Петрович   | Боярин     |

## Начало правления
См. также: Список глав государств в 1694 году
- 1694—1722 — Шах Ирана Солтан Хусейн.
- Курфюрст Саксонии Фридрих Август I (1670—1733).

## Родились
Основная статья: Категория:Родившиеся в 1694 году
- 3 января — Павел Креста, святой Римско-Католической Церкви, священник, монах, мистик, основатель католического монашеского ордена пассионистов.
- 6 января — Готлиб Зигфрид Байер, немецкий историк, филолог, один из первых академиков Петербургской академии наук.
- 12 февраля — Бартоломео Альтомонте, итальянско-австрийский художник эпохи барокко.
- 3 апреля — Джордж Эдвардс, британский натуралист и орнитолог, «отец британской орнитологии».
- 27 апреля — Иоганн Георг IV, курфюрст Саксонии.
- 6 мая — Александр Львович Нарышкин, русский государственный деятель, директор Морской академии, президент Штатс-Конторы, президент Коммерц-коллегии, сенатор, действительный тайный советник, кавалер ордена Андрея Первозванного, двоюродный брат Петра Великого.
- 4 июня — Франсуа Кенэ, французский экономист, основоположник школы физиократов.
- 18 июня — Диего де Торрес Вильярроэль, испанский писатель, представитель позднего барокко.
- 20 июня — Ханс Адольф Брорсон, датский религиозный поэт, епископ.
- 4 июля — Луи Клод Дакен, французский композитор, органист и клавесинист.
- 11 июля — Шарль Антуан Куапель, французский художник, живописец и гравёр стиля Регентства, сын Антуана Куапеля.
- 18 июля — Александр Борисович Бутурлин, русский военачальник из рода Бутурлиных, генерал-фельдмаршал (1756), московский градоначальник.
- 20 июля — Христиан Готлиб Йёхер, немецкий историк литературы и лексикограф.
- 5 августа — Леонардо Ортензио Сальваторе де Лео, итальянский композитор эпохи барокко, один из крупнейших представителей Неаполитанской оперной школы.
- 25 августа — Теодор I, титулярный король Корсики с 14 апреля по 10 ноября 1736 года.
- 25 сентября — Генри Пелэм, британский государственный деятель, член партии вигов, 3-й премьер-министр Великобритании.
- 18 октября — Рене Луи д’ Аржансон, французский государственный деятель.
- 26 октября — Юхан Хельмик Руман, шведский композитор позднего барокко, первый крупный композитор в истории Швеции, скрипач и гобоист.
- 21 ноября — Вольтер, французский философ-просветитель XVIII века, поэт, прозаик, сатирик, трагик, историк и публицист.
- 24 сентября (4 октября) — Прасковья Иоановна, младшая дочь царя Ивана V Алексеевича, племянницы Петра I, родная сестра императрицы Анны Иоановны[21].

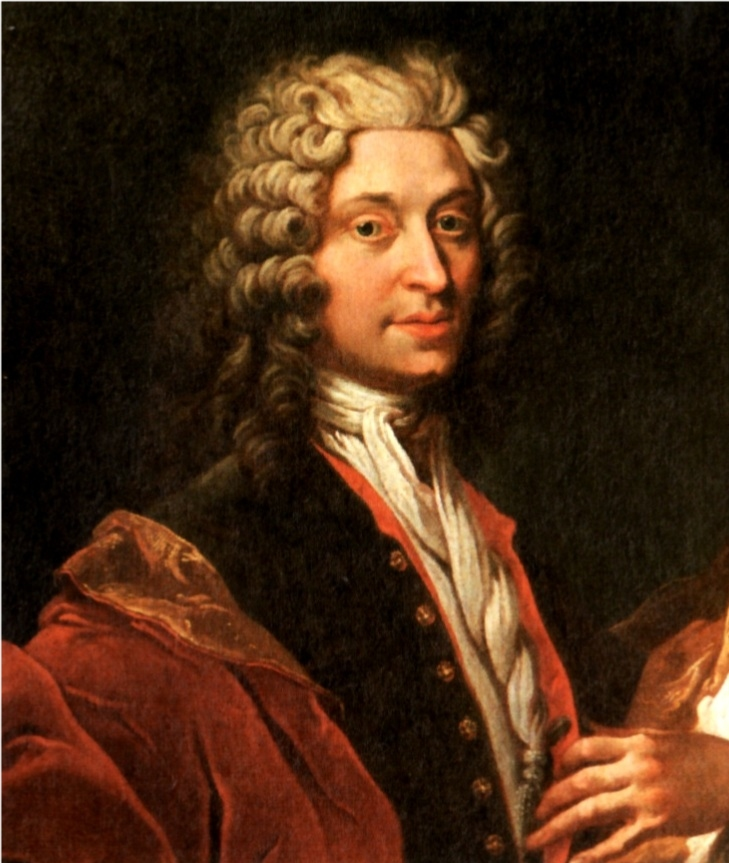
Бартоломео Альтомонте
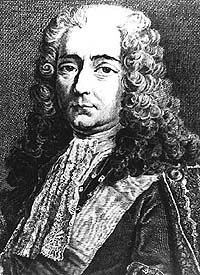
Рене Луи д’ Аржансон
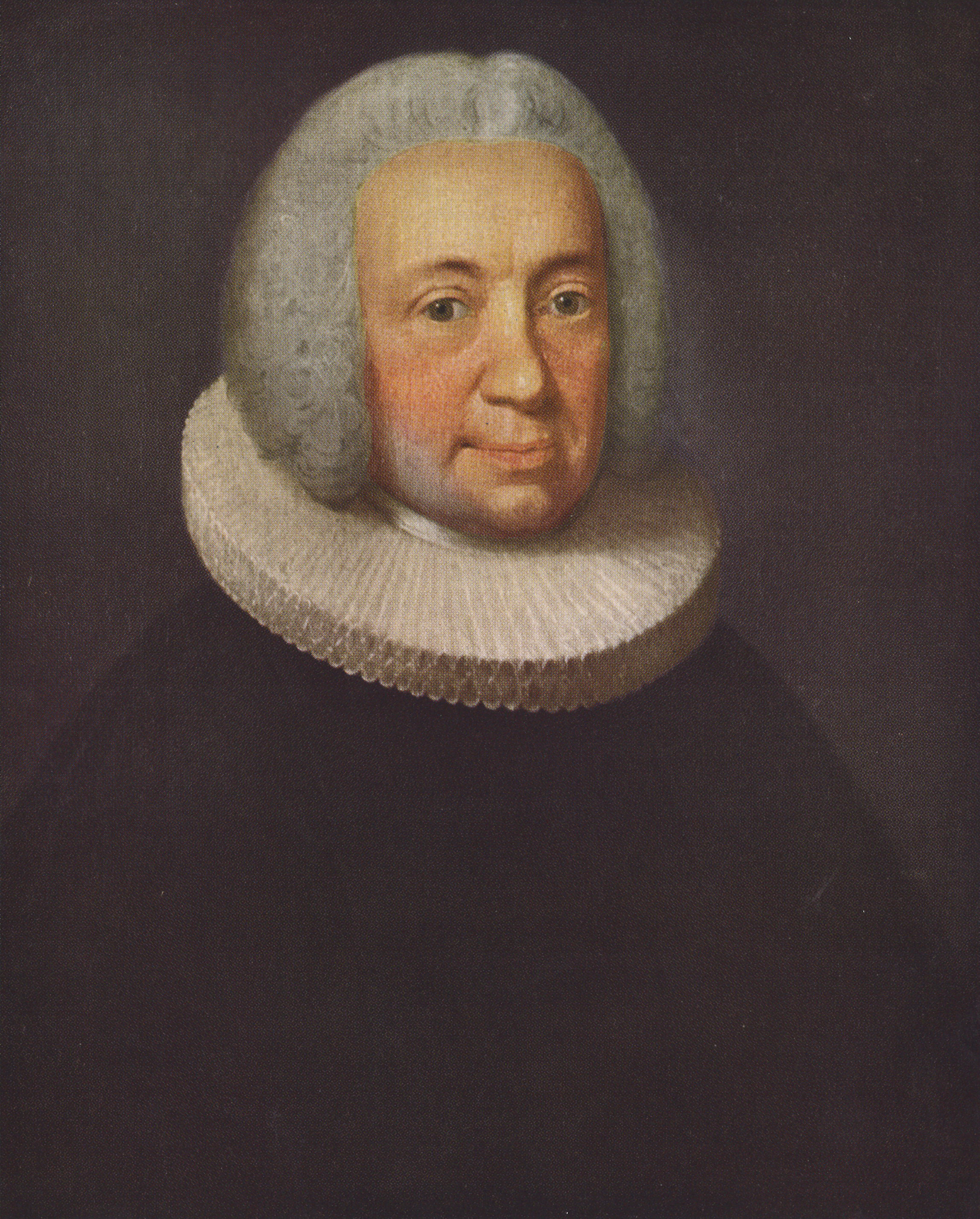
Ханс Адольф Брорсон
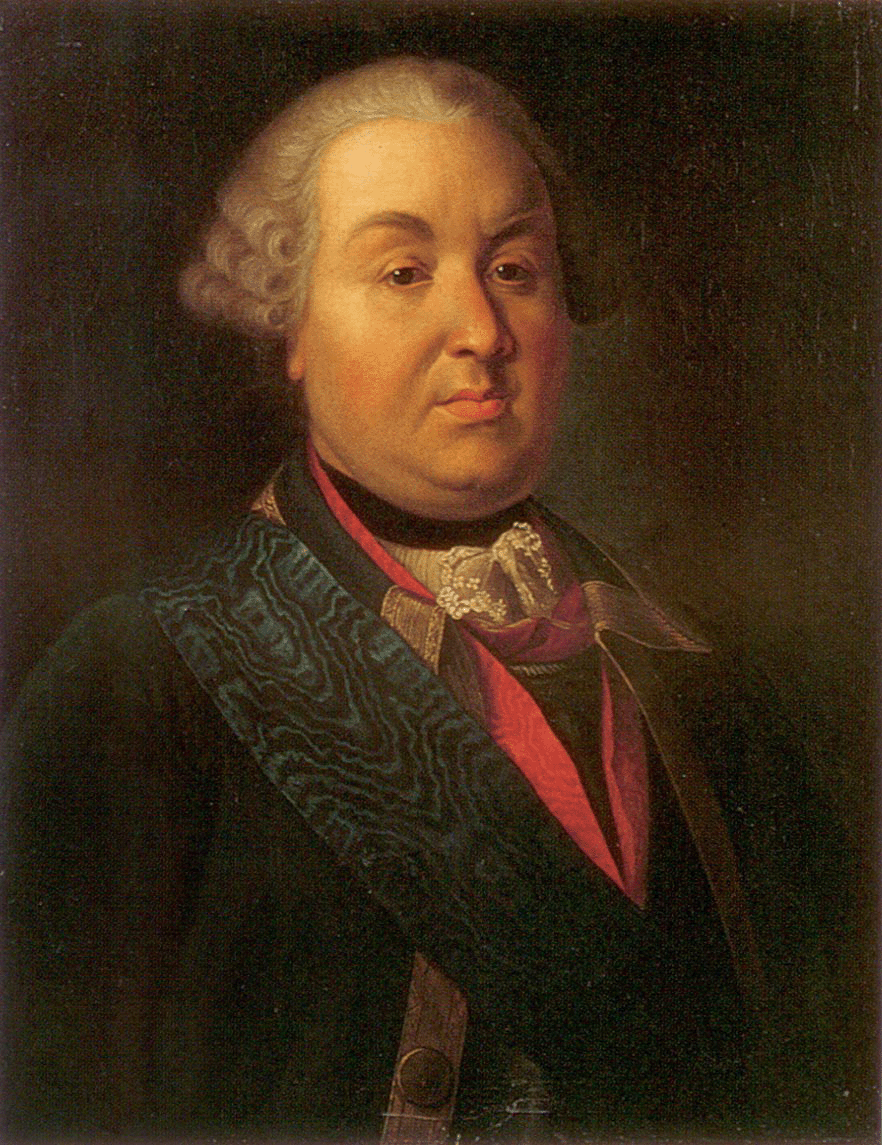
Александр Борисович Бутурлин
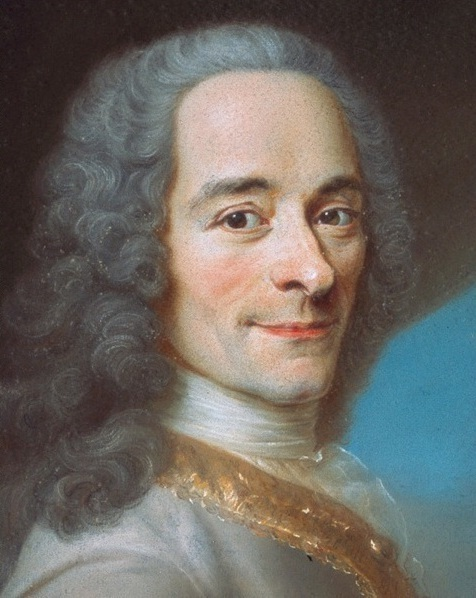
Вольтер
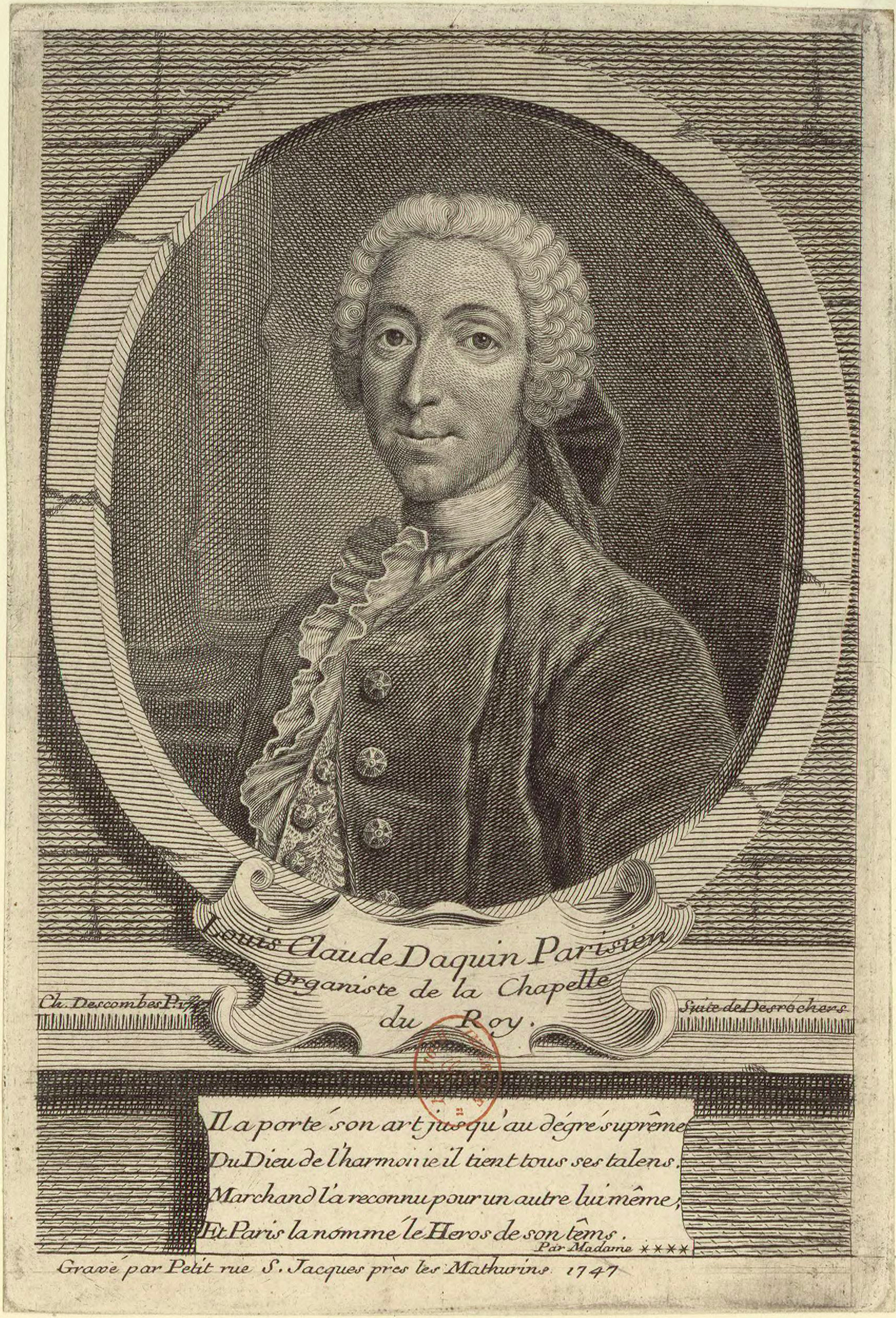
Луи Клод Дакен
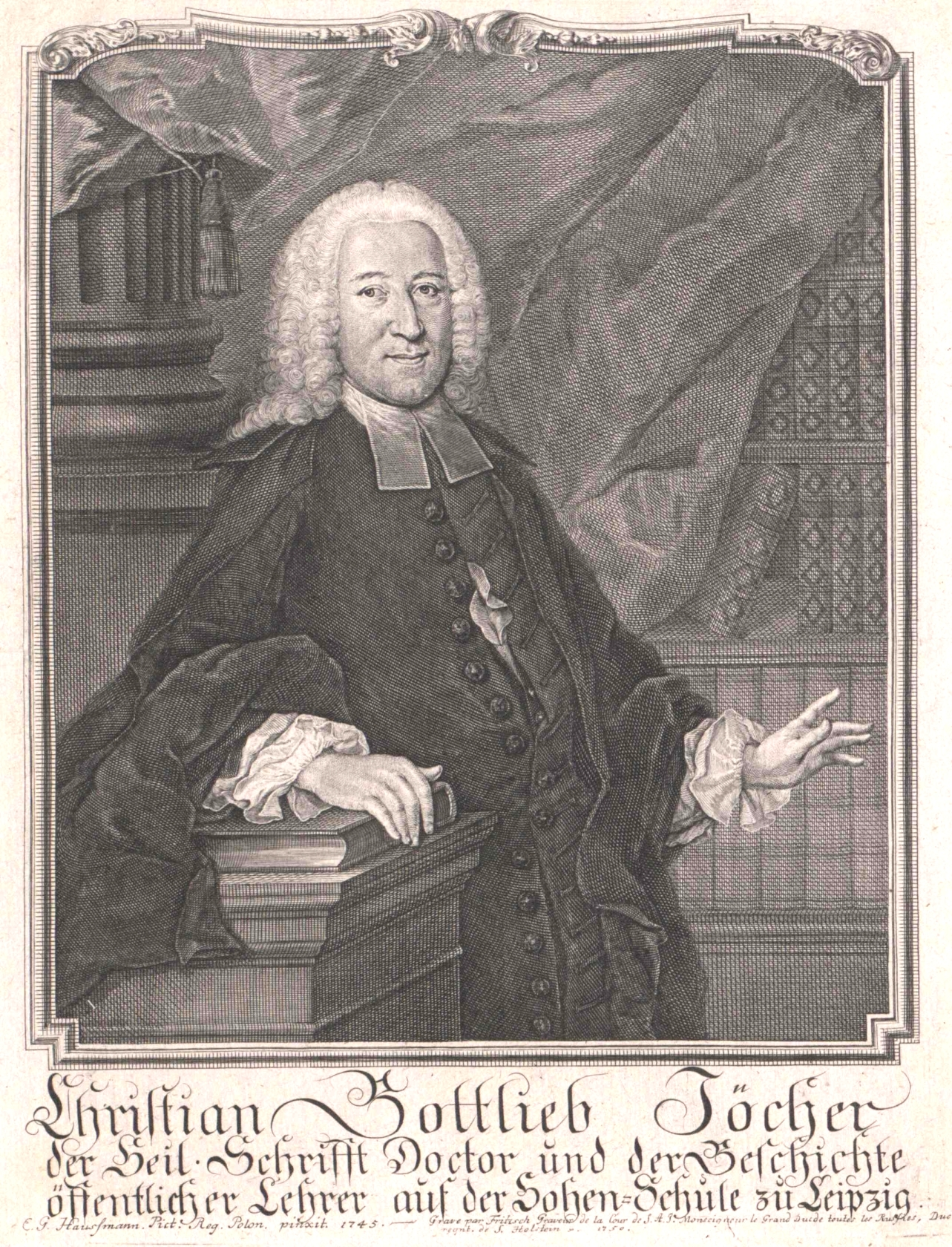
Христиан Готлиб Йёхер
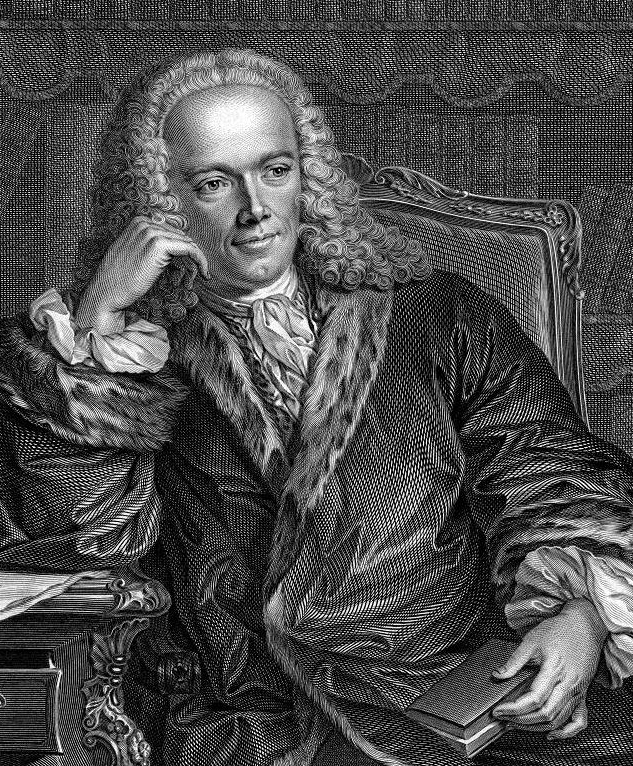
Франсуа Кенэ
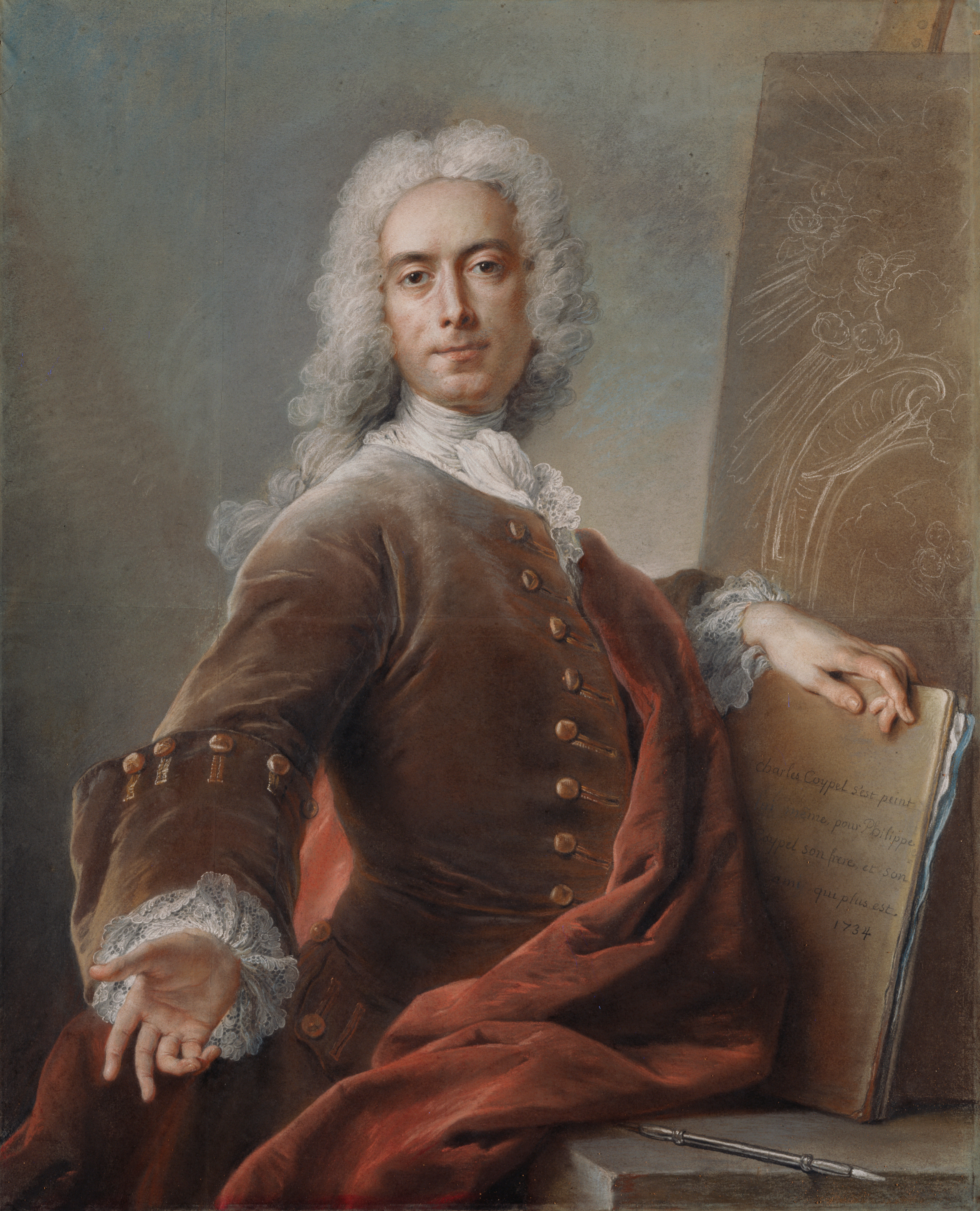
Шарль Антуан Куапель
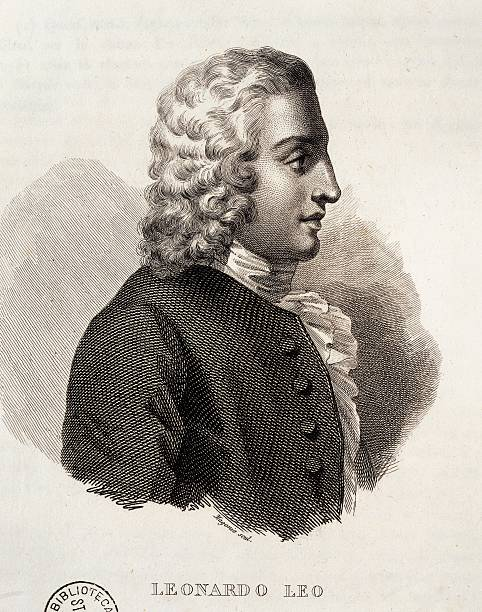
Леонардо Лео
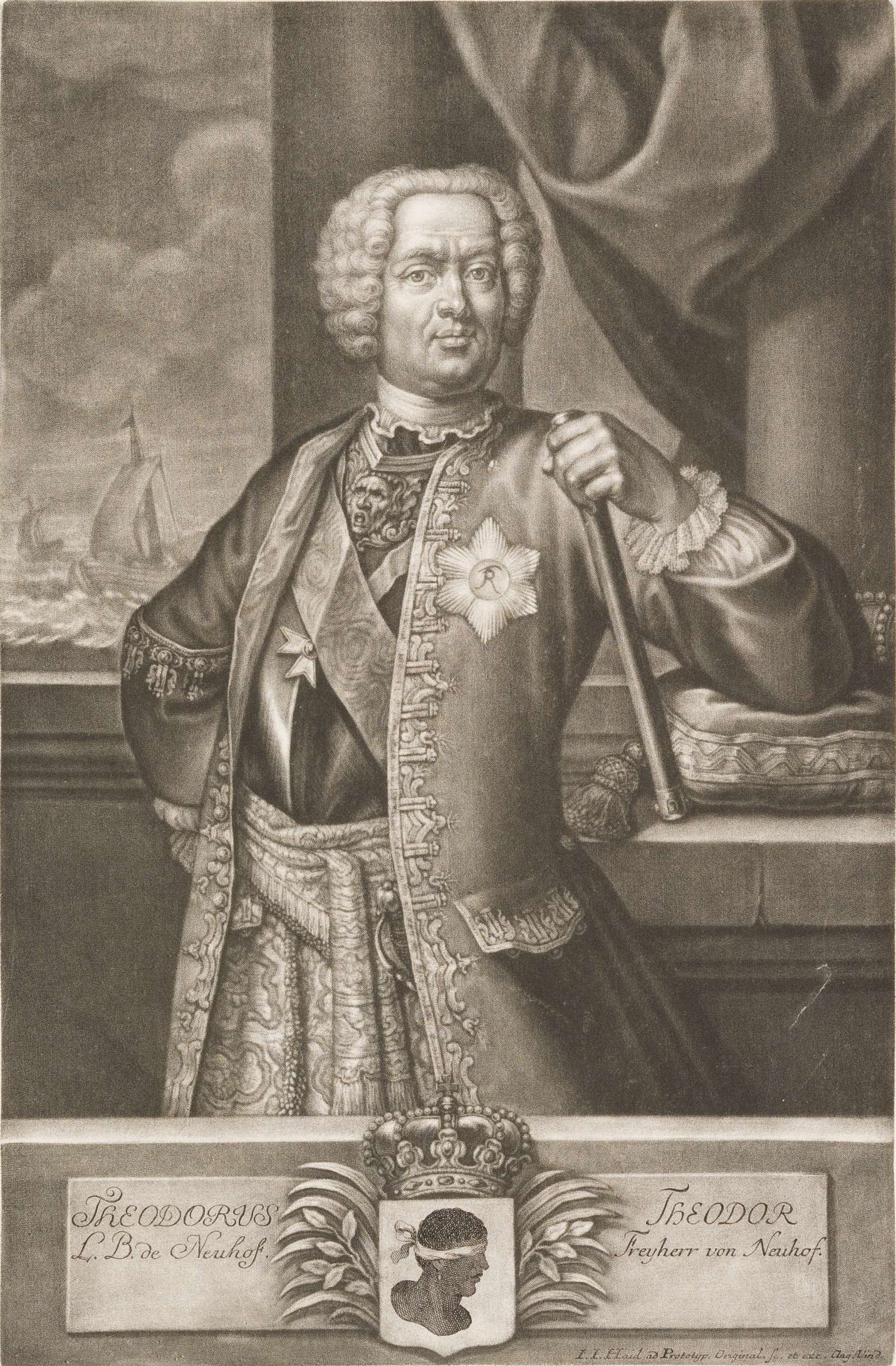
Теодор I
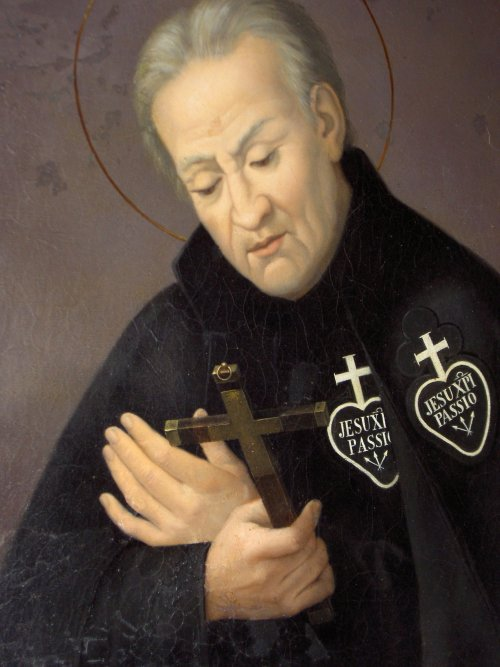
Павел Креста
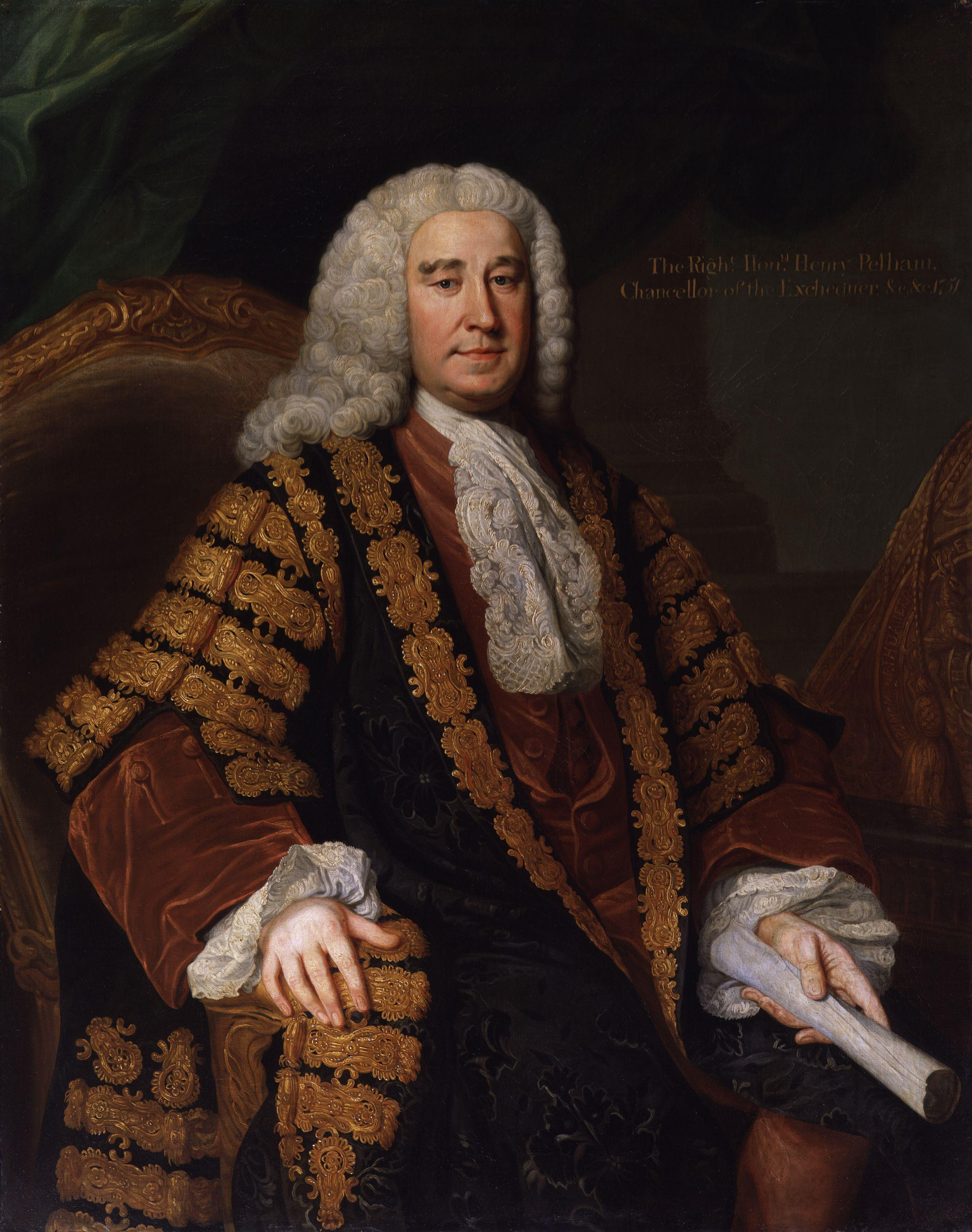
Генри Пелэм
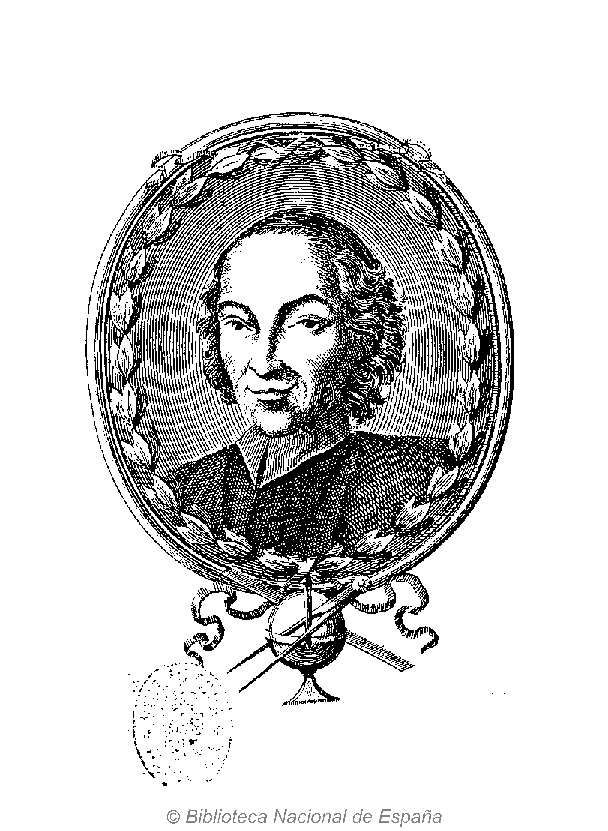
Диего де Торрес Вильярроэль
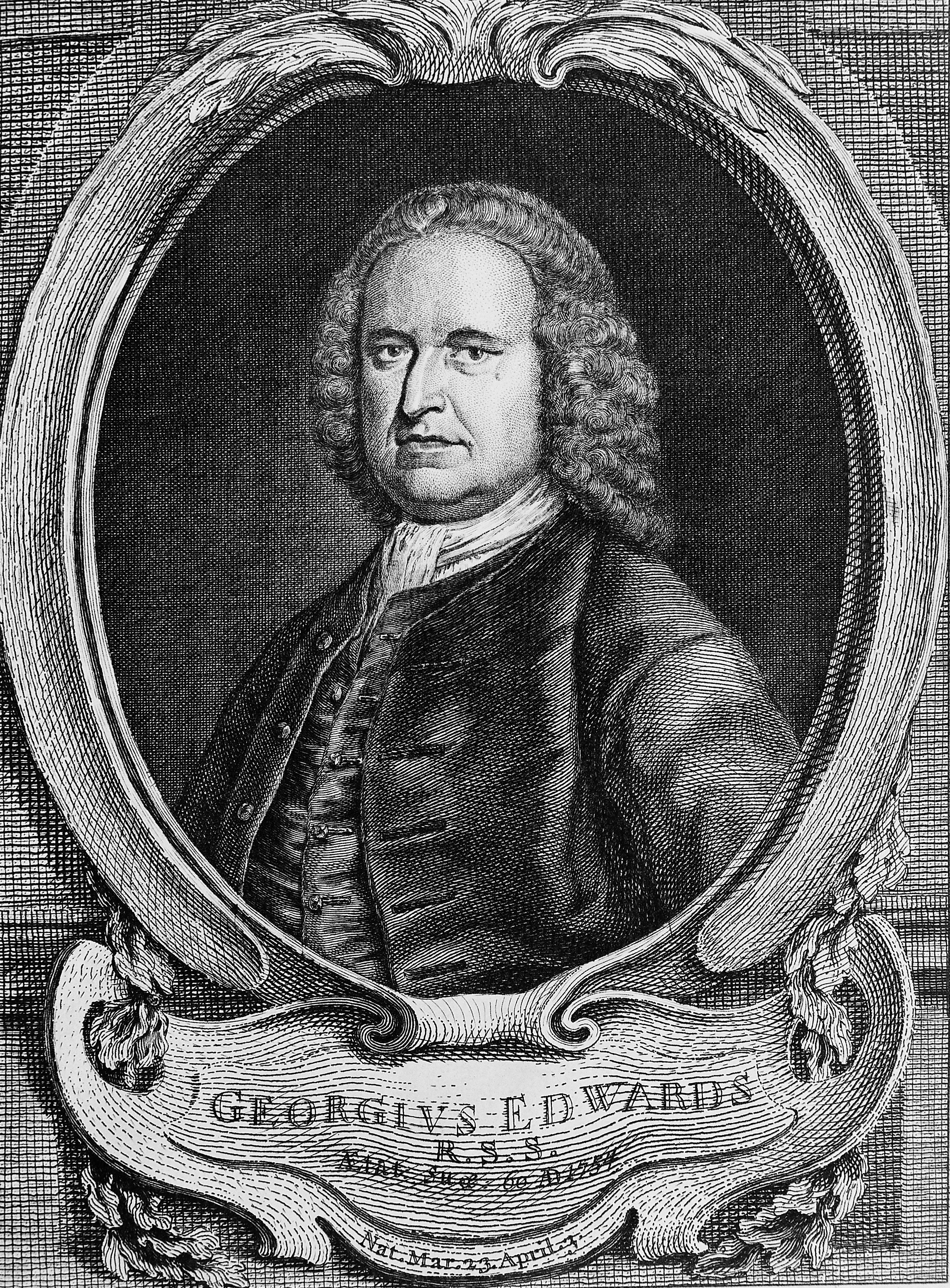
Джордж Эдвардс

## Скончались
См. также: Категория:Умершие в 1694 году
- 25 января (4 февраля) — Нарышкина, Наталия Кирилловна, русская царица, 2-я жена царя Алексея Михайловича, мать Петра 1 Алексеевича[22].
- 9 (19) марта — Голицын Алексей Андреевич, русский государственный и военный деятель, боярин (с 1664)[23].
- 12 октября — Мацуо Басё, японский поэт.